# Modern Family
Modern Family ou Famille moderne au Québec, est une série télévisée américaine en 250 épisodes de 22 minutes créée par Christopher Lloyd II et Steven Levitan, et diffusée entre le 23 septembre 2009 et le 8 avril 2020 sur le réseau ABC et en simultané au Canada sur Citytv, puis sur le réseau Global pour la onzième saison. Elle a le format de documentaire parodique dans lequel les personnages regardent parfois la caméra, brisant le quatrième mur, et les événements sont décrits lorsqu’ils se déroulent par les personnages à leur façon après montage. Sa filiation avec la série française Fais pas ci, fais pas ça est sujette à controverse, les producteurs de cette dernière affirmant avoir eu la primeur de l'idée.
En France, la série est diffusée depuis le 20 septembre 2010 sur Paris Première (saisons 1 et 2), le 20 juin 2012 sur M6[réf. nécessaire], depuis le 8 mars 2014 sur W9 (saisons 1 et 4) et depuis le 23 février 2015 sur 6ter. Elle est aujourd'hui rediffusée sur NRJ 12. Au Québec, depuis le 11 janvier 2012 sur Télé-Québec. En Belgique, depuis le 17 septembre 2011 sur RTL TVI et sur VTM 2.

## Synopsis
La série montre les trois foyers de la famille américaine Pritchett, sous la forme de documentaire. Jay Pritchett, le père, s'est remarié à Gloria Delgado, une femme colombienne bien plus jeune que lui qui a un fils, Manny. De son premier mariage, Jay a eu Claire, mariée à Phil Dunphy avec qui elle a trois enfants, Haley, Alex et Luke, et Mitchell, marié à Cameron. La série commence alors que Mitchell et Cameron reviennent du Viet Nam où ils ont adopté une fillette de huit mois, Lily.

## Distribution

### Famille Delgado-Pritchett
- Ed O'Neill (VF : Michel Dodane) : Jay Pritchett
- Sofía Vergara (VF : Sophie Riffont) : Gloria Delgado-Pritchett
- Rico Rodriguez (VF : Lewis Weill puis Antoine Fonck)[note 1] : Manuel « Manny » Delgado
- Rebecca Mark et Sierra Mark (saison 4), Pierce Wallace (saisons 5 et 6), Jeremy Maguire (en) (depuis la saison 7) (VF : Fanny Bloc) : Fulgencio Joseph « Joe » Pritchett

### Famille Dunphy
- Julie Bowen (VF : Gaëlle Savary) : Claire Dunphy
- Ty Burrell (VF : Loïc Houdré) : Philip « Phil » Dunphy
- Sarah Hyland (VF : Alexia Papineschi) : Haley Dunphy
- Ariel Winter (VF : Léopoldine Serre) : Alexandra « Alex » Dunphy
- Nolan Gould (VF Max Renaudin-Pratt puis Henri Bungert)[note 2] : Lucas « Luke » Dunphy
- Reid Ewing (VF : Hervé Grull) : Dylan Marshall (saison 11, récurrent saisons 1 à 10 - 56 épisodes)

### Famille Pritchett-Tucker
- Jesse Tyler Ferguson (VF : Jérôme Berthoud) : Mitchell Vincent Pritchett
- Eric Stonestreet (VF : Daniel-Jean Colloredo) : Cameron Tucker
- Ella Hiller et Jaden Hiller (saisons 1 et 2), Aubrey Anderson-Emmons (en) (depuis la saison 3) (VF : Lana Ropion) : Lily Pritchett-Tucker

Photos des acteurs principaux
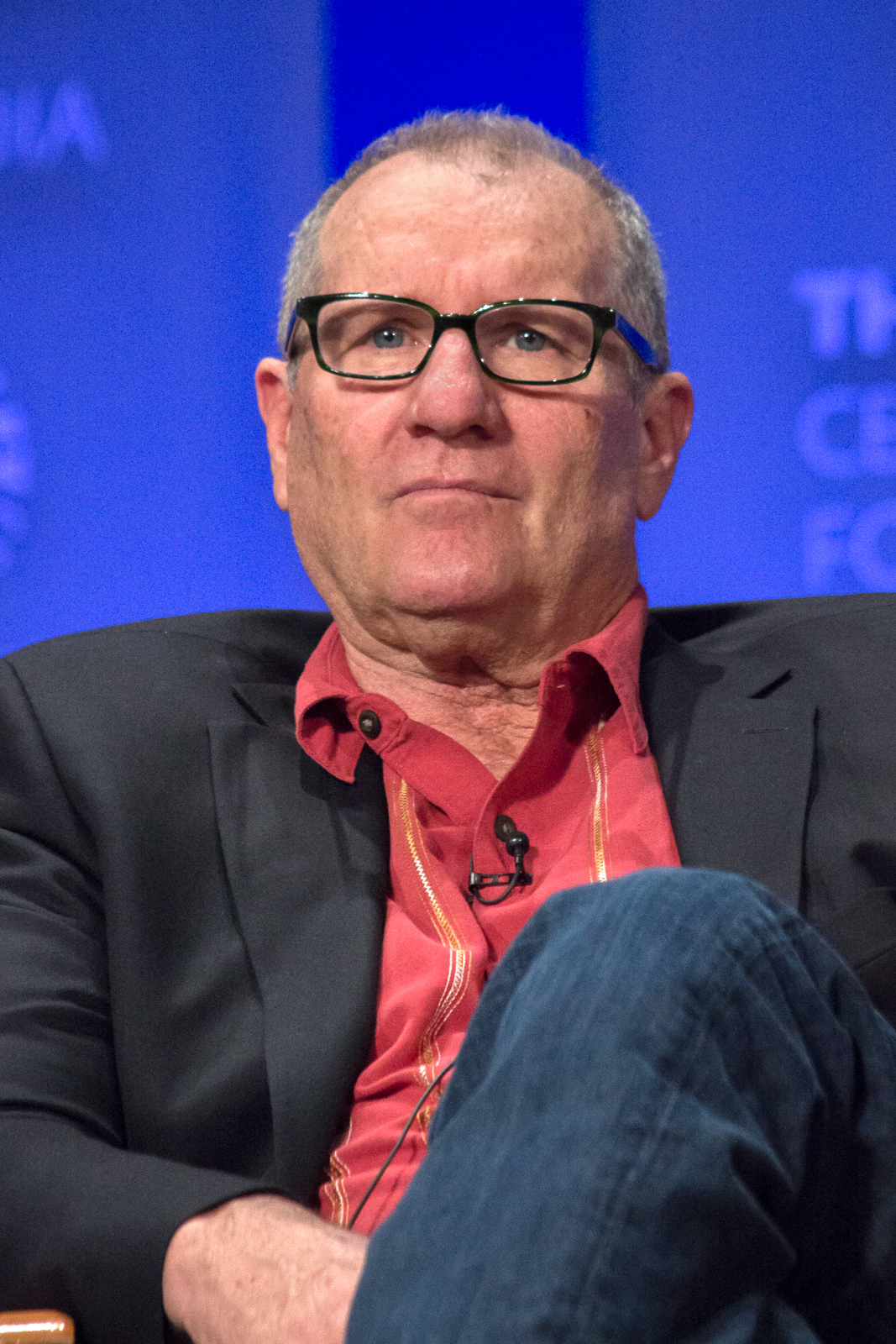
Ed O'Neill dans le rôle de Jay Pritchett
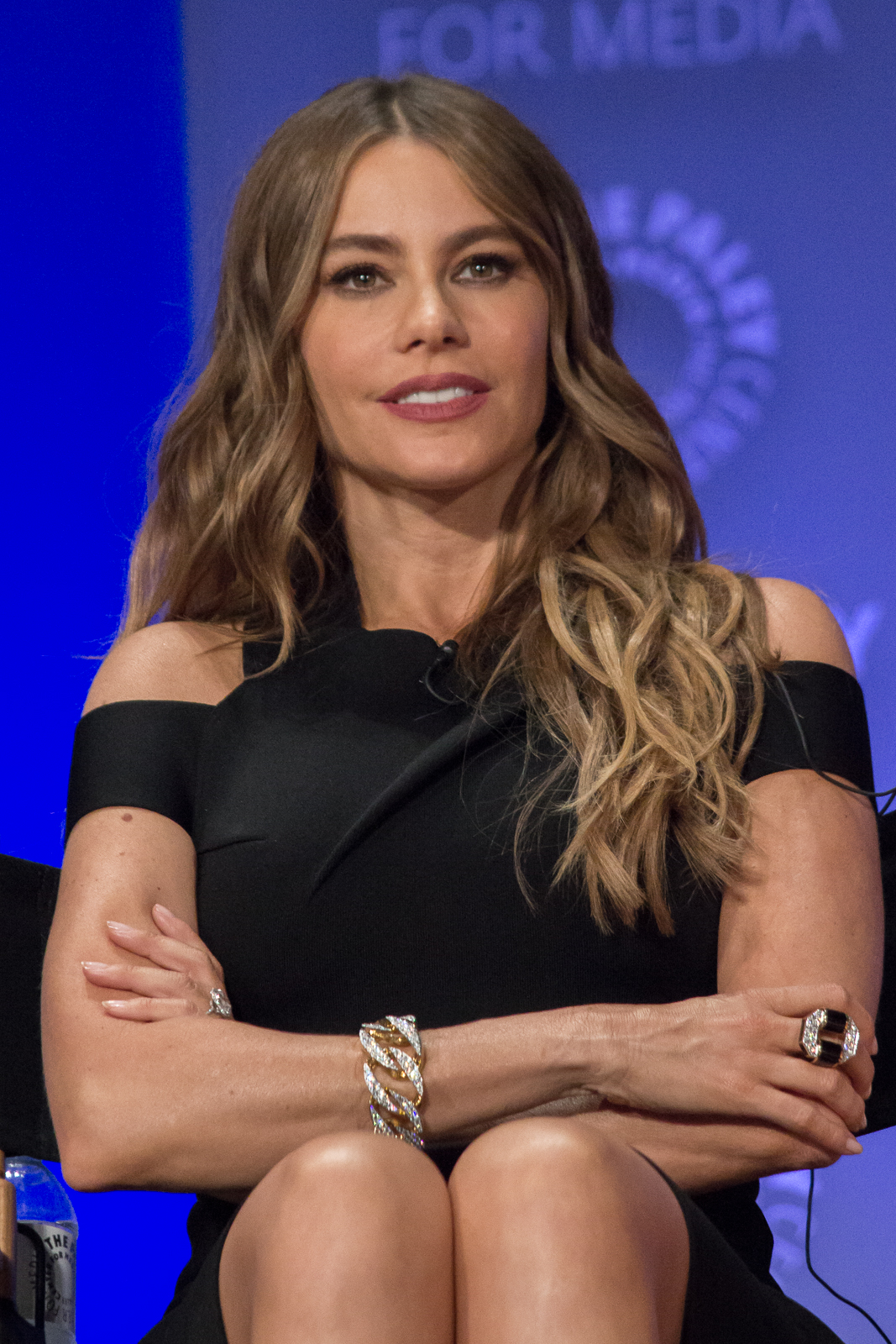
Sofía Vergara dans le rôle de Gloria Delgado-Pritchett
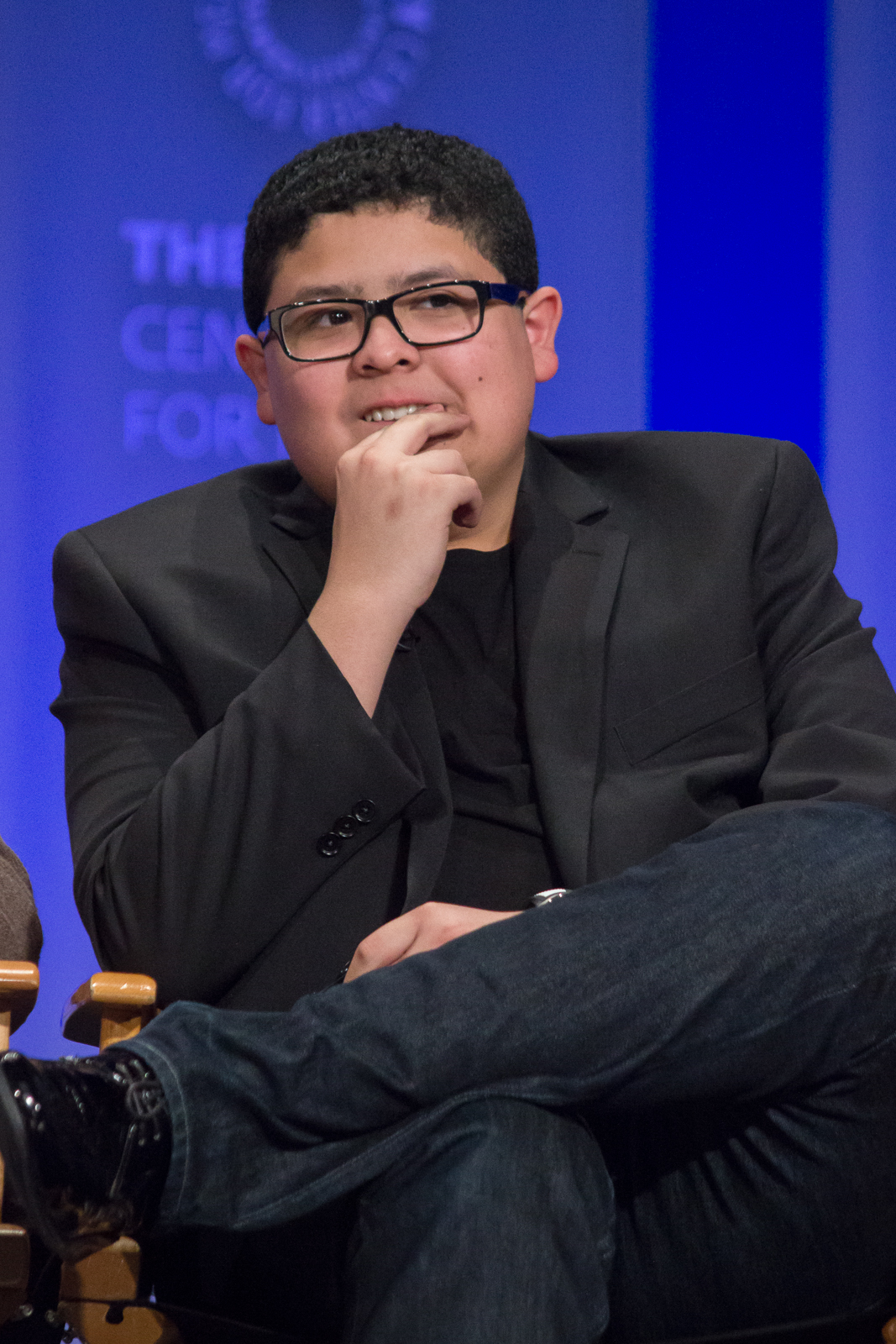
Rico Rodriguez dans le rôle de Manuel « Manny » Delgado
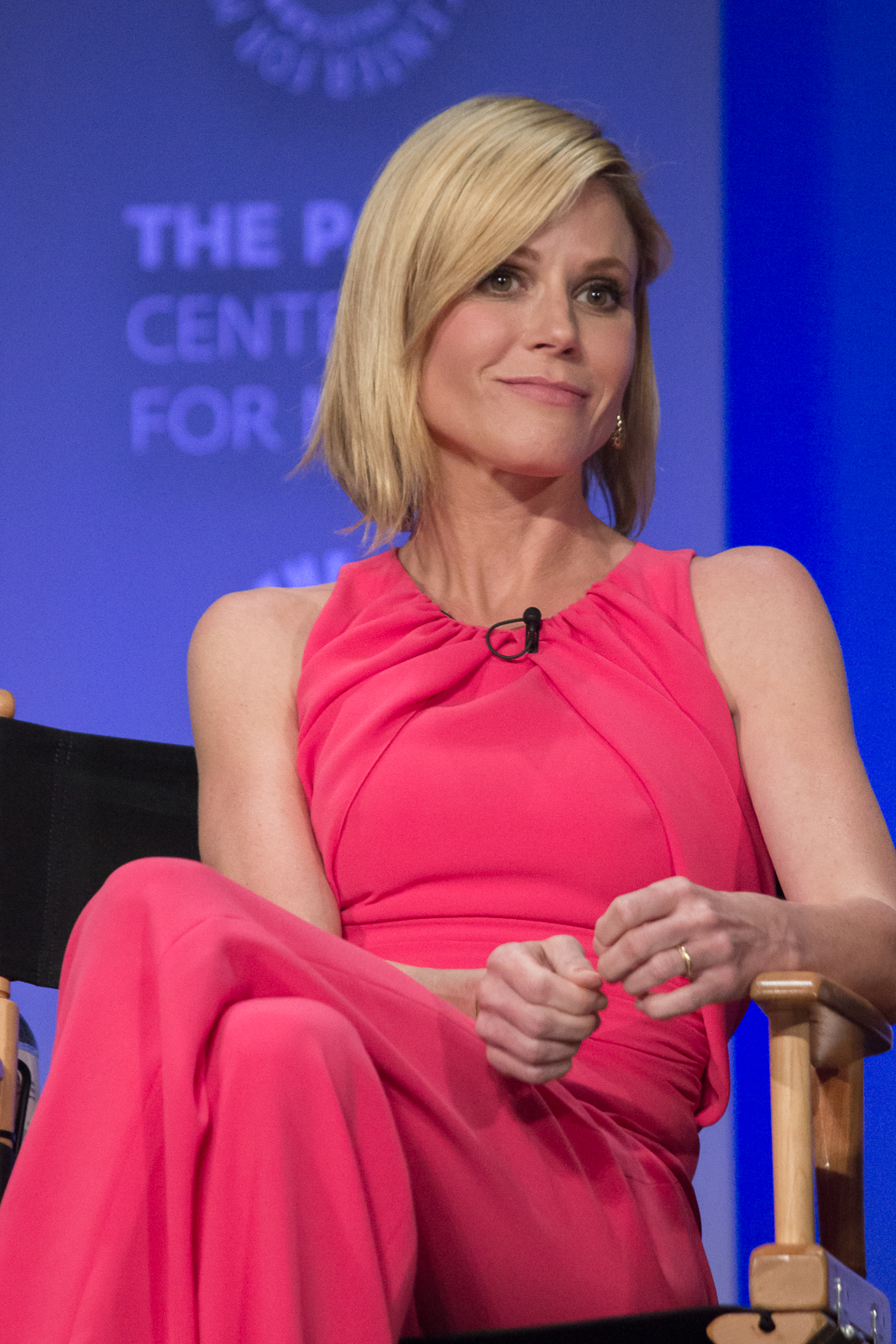
Julie Bowen dans le rôle de Claire Dunphy
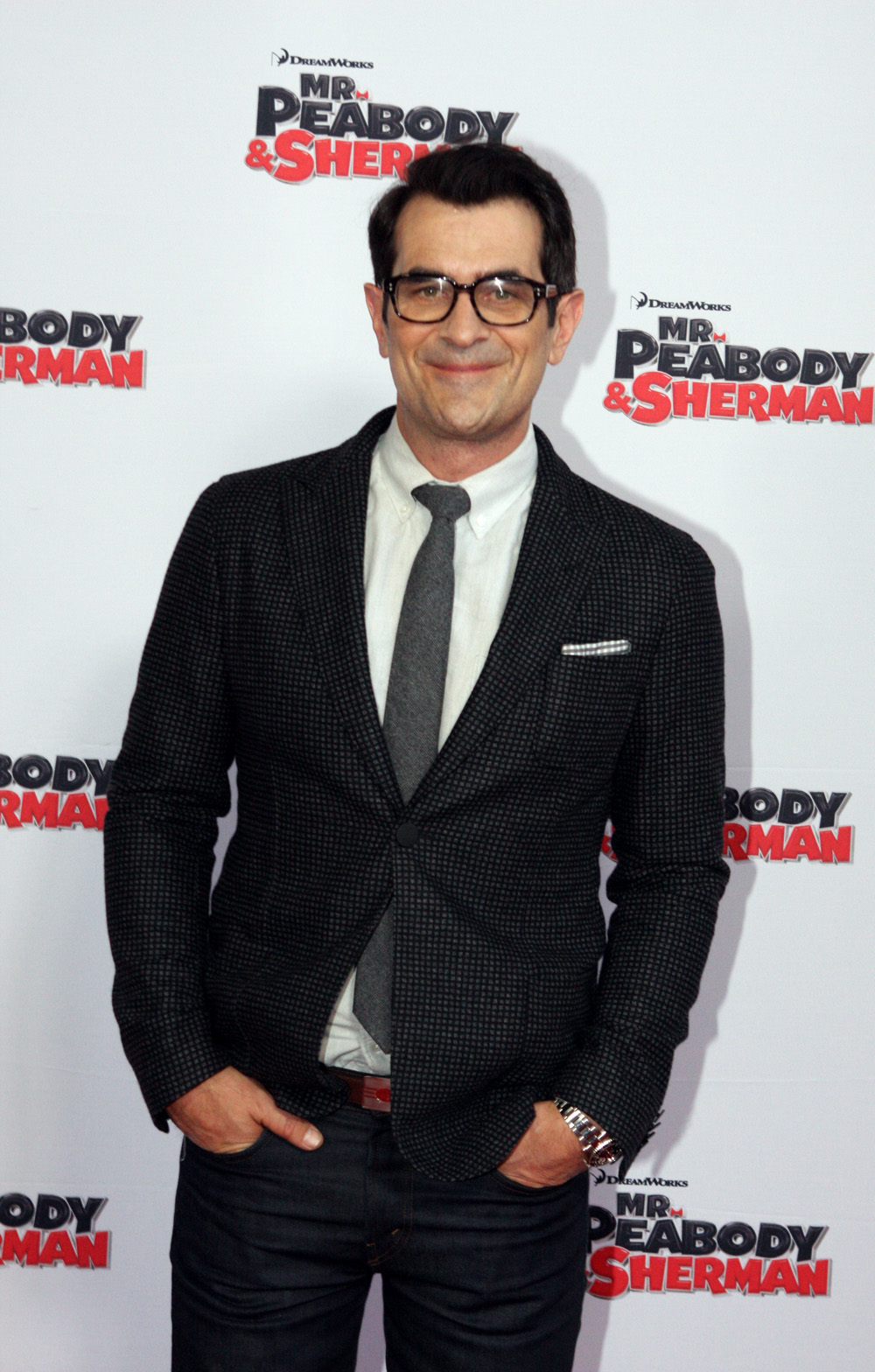
Ty Burrell dans le rôle de Phil Dunphy
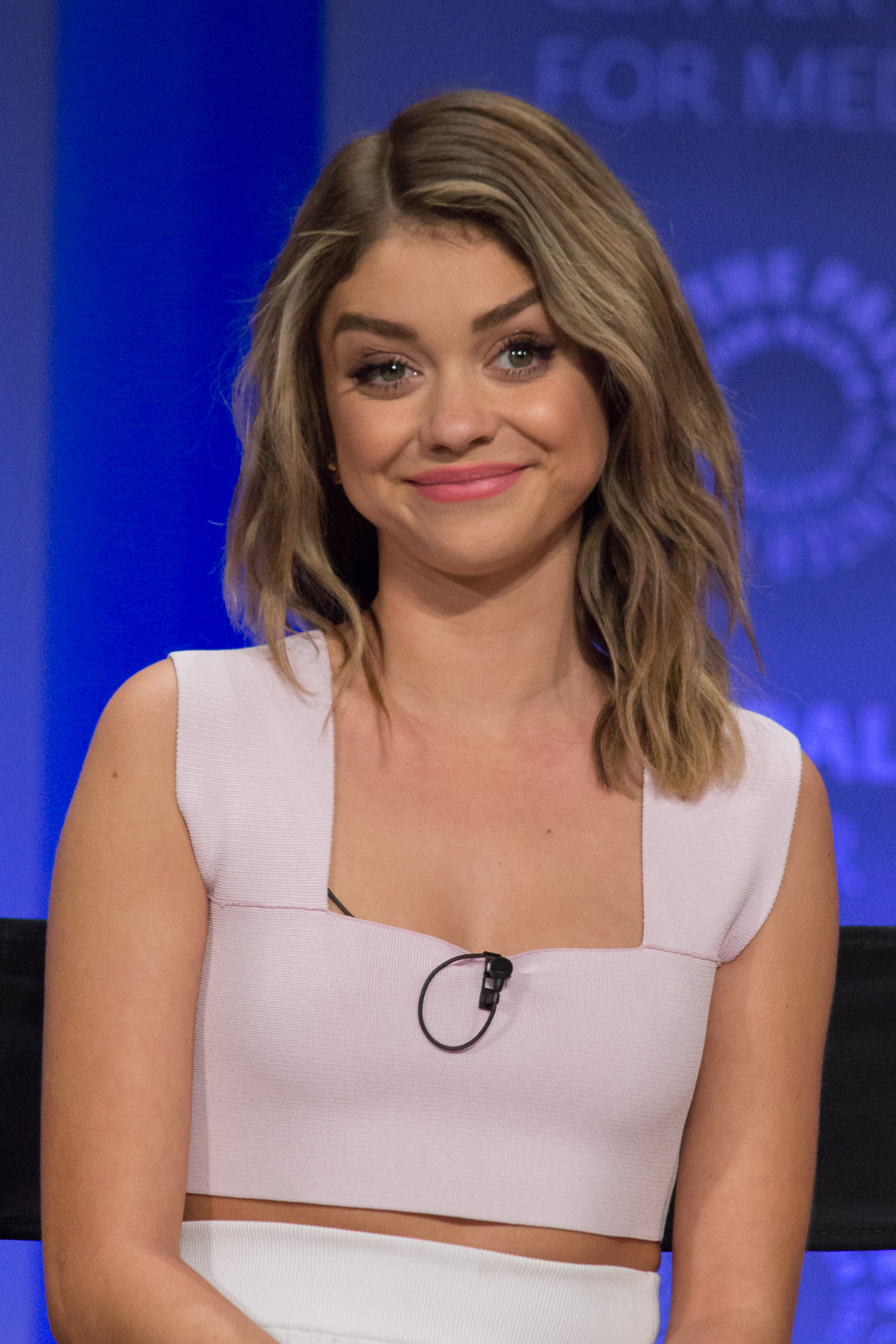
Sarah Hyland dans le rôle de Haley Dunphy
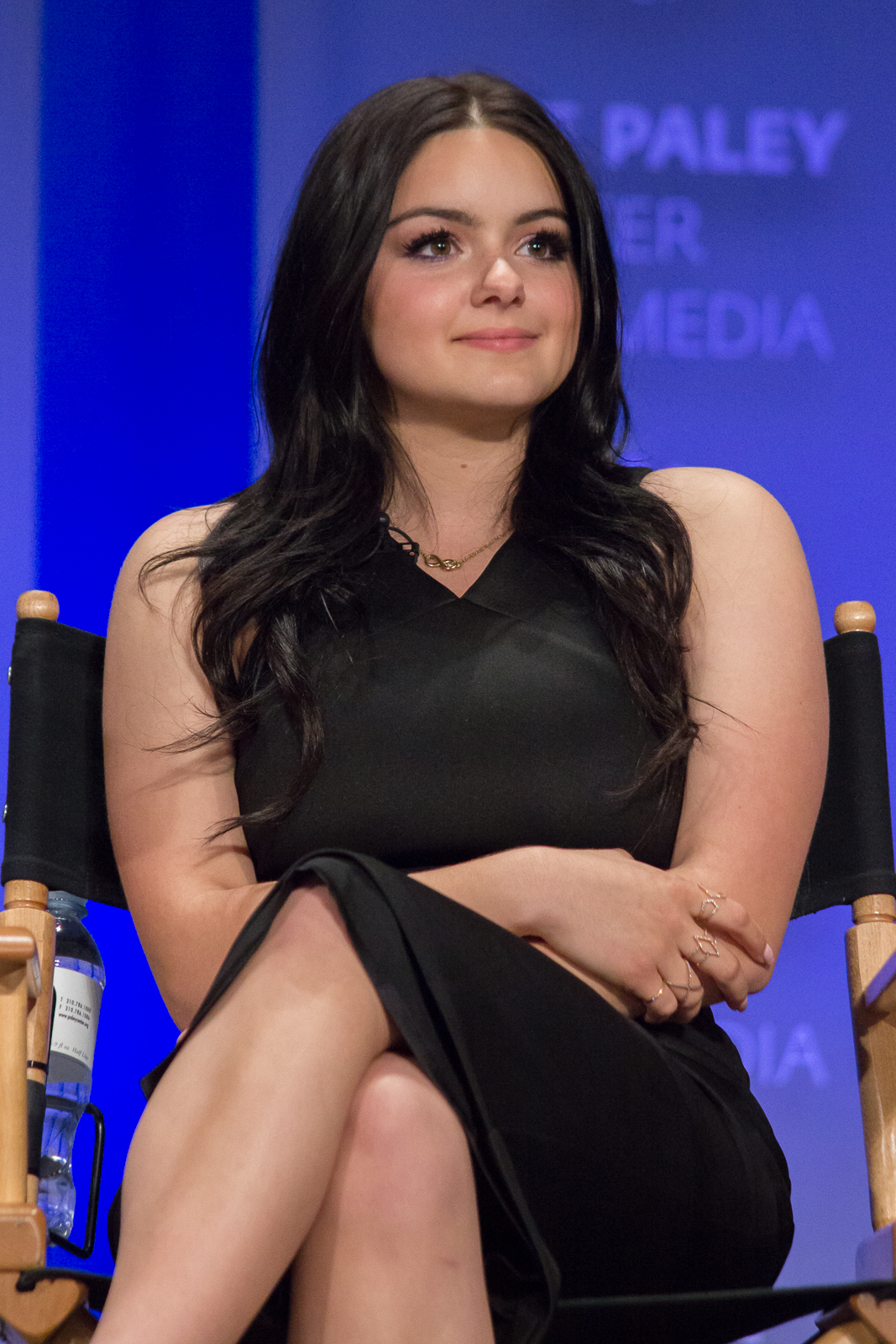
Ariel Winter dans le rôle de Alex Dunphy
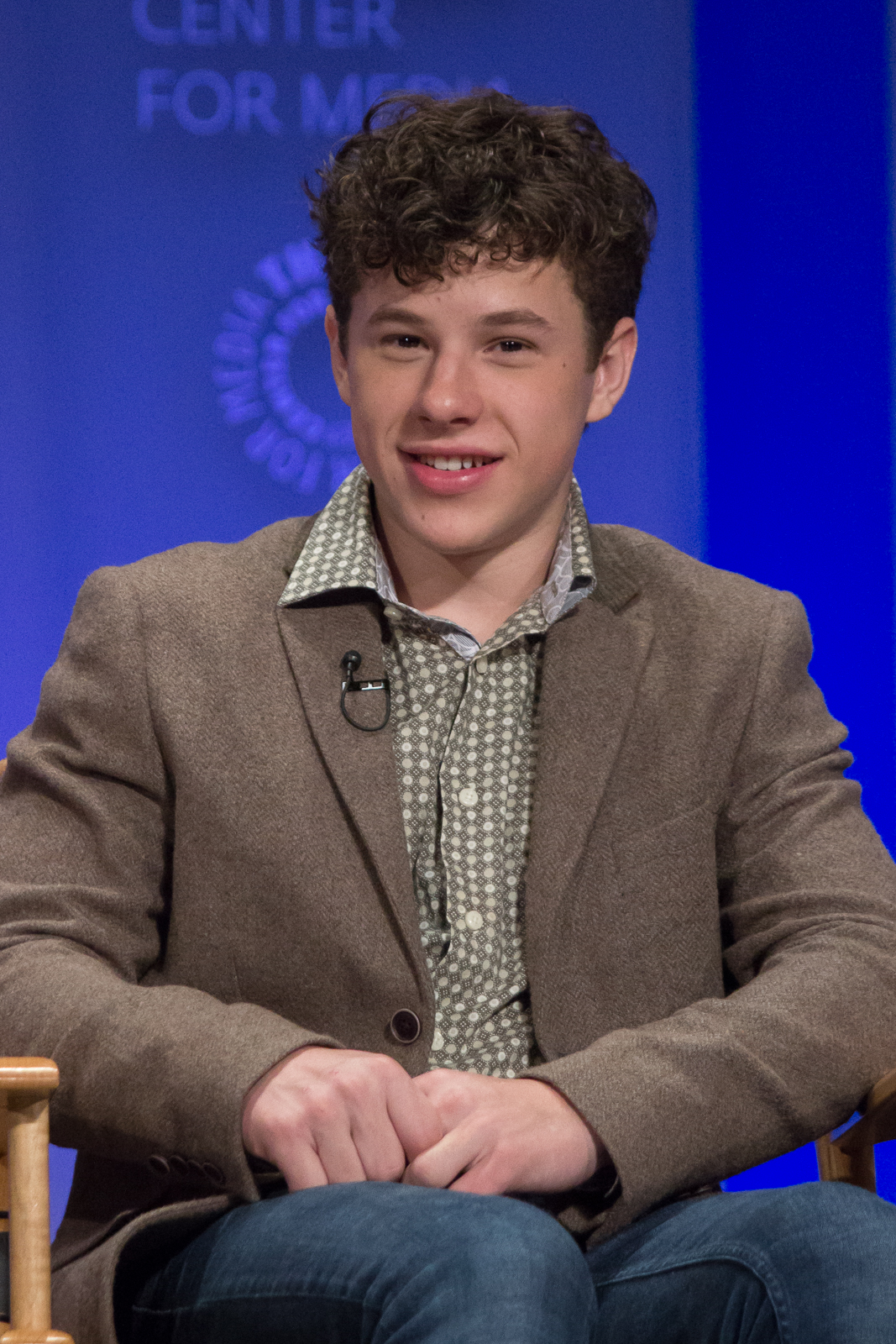
Nolan Gould dans le rôle de Luke Dunphy
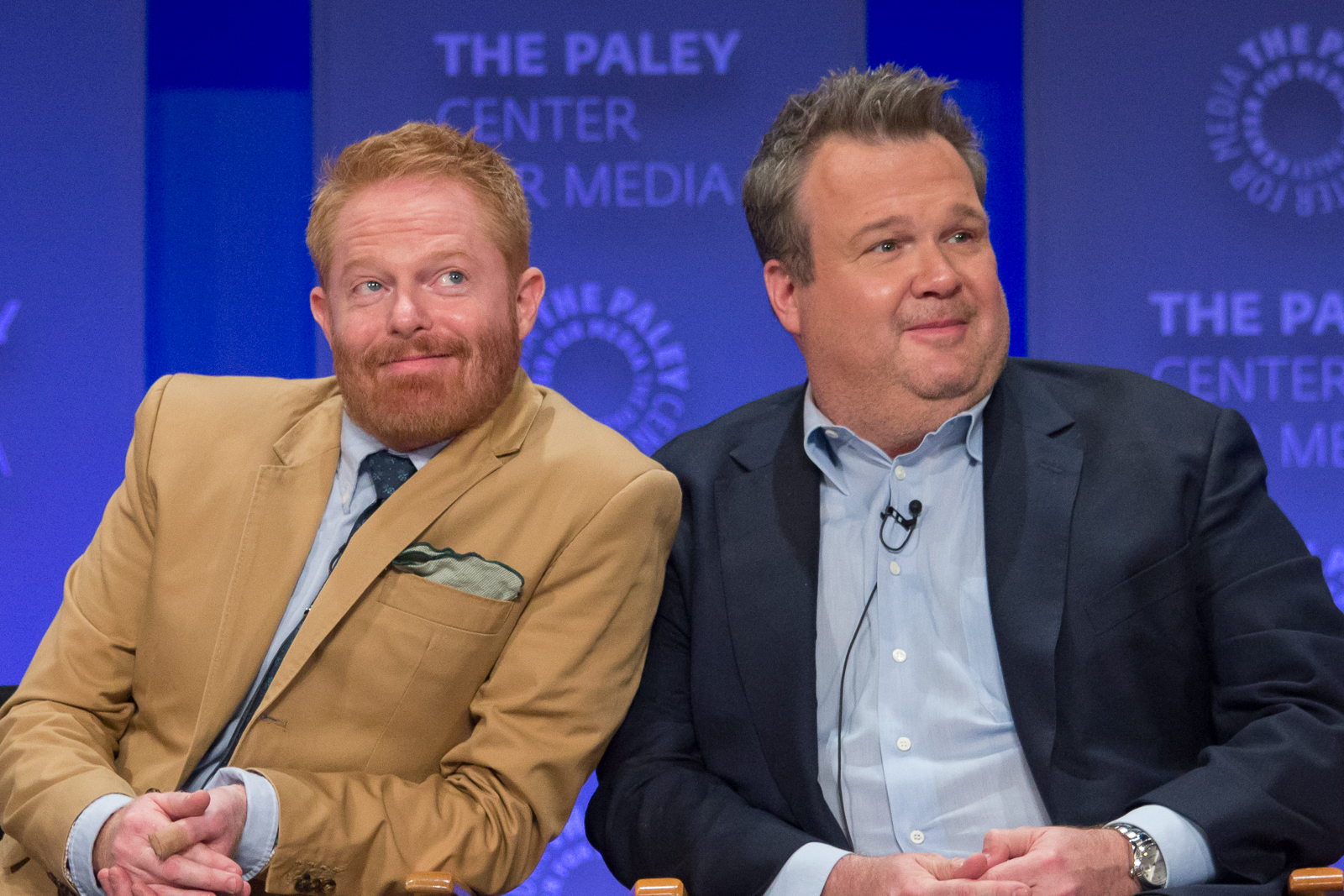
Jesse Tyler Ferguson dans le rôle de Mitchell Pritchett et Eric Stonestreet dans le rôle de Cameron Tucker.

### Acteurs secondaires
- Adam DeVine (VF : Fabrice Trojani) : Andy (21 épisodes)
- David Cross (VF : Jean-François Lescurat) : Duane Bailey (3 épisodes)
- Benjamin Bratt (VF : Maurice Decoster) : Javier Delgado (7 épisodes)
- Suzy Nakamura : Dr Miura (2 épisodes)
- Andrew Borba : M. Balaban (2 épisodes)
- Fred Willard (VF : Patrick Préjean) : Frank Dunphy (11 épisodes)
- Shelley Long (VF : Marie-Martine) : DeDe Pritchett (1 épisode + 1 flashback au cours de 2 épisodes)
- Nathan Lane (VF : Patrick Guillemin puis Michel Mella)[note 3] : Pepper Saltzman (10 épisodes)
- Dana Powell (VF : Brigitte Aubry) : Pam Tucker
- Spenser McNeil (VF : Benjamin Bollen) : Reuben Rand (12 épisodes - saisons 4 à 9)
- Steve Zahn (VF : Jérôme Pauwels) : Ronnie (4 épisodes)
- Andrea Anders (VF : Véronique Picciotto) : Amber (4 épisodes)
- Chazz Palminteri (VF : Jean Barney) : Shorty (6 épisodes)
- Justin Kirk (VF : Pierre Tessier) : Charlie Bingham (5 épisodes)
- Elizabeth Banks (VF : Marie-Eugénie Maréchal) : Sal (6 épisodes)
- Rachael Harris (VF : Delphine Braillon) : Amelia (1 épisode)
- Philip Baker Hall (VF : Richard Leblond) : Walt Kleezak
- Rob Huebel (VF : Constantin Pappas) : Glen Whipple (1 épisode)
- Kevin Daniels (VF : Régis Lang) : Longinus (9 épisodes)
- Craig Zimmerman (af) (VF : Yannick Blivet) : Crispin
- Rob Riggle (VF : Mathieu Buscatto) : Gil Thorpe (1 épisode)
- Suraj Partha (VF : Benjamin Bollen) : Sanjay Patel, rival d'Alex
- Jonathan Banks : le frère de Jay (1 épisode)
- Jane Krakowski (VF : Véronique Alycia) : Dr Donna Duncan

### Invités
- Edward Norton (VF : Damien Boisseau) : Izzy LaFontaine (saison 1, épisode 8)
- Greg Kinnear : Tad
- Charles Barkley : lui-même
- David Beckham
- Terry Bradshaw
- David Brenner
- Matthew Broderick
- Courteney Cox
- Billy Crystal : lui-même
- Tyne Daly
- Matt Dillon
- Nathan Fillion (VF : Guillaume Orsat) : Rainer Shine
- Josh Gad
- Kelsey Grammer : Keifth
- Judy Greer : Denise
- DeAndre Jordan : lui-même
- Kevin Hart : André (saison 3, épisode 7)
- Leslie Mann
- Peyton Manning
- Chris Martin : lui-même
- James Marsden (VF : Damien Boisseau) : Barry
- Stephen Merchant
- Lin-Manuel Miranda
- Fred Savage : Caleb
- Martin Short : Merv Schechter
- Mira Sorvino : Rosemary Nicole
- Jennifer Tilly
- Billy Dee Williams (VF : Jean Roche) : lui-même (saison 4, épisode 11)
- Jesse Eisenberg (VF : Donald Reignoux) : Asher (saison 5, épisode 12)
- Danny Trejo : Gus (1 épisode)
- Aisha Tyler : Wendy
- Ray Liotta (VF : Bruno Choël) : lui-même (saison 7, épisode 10)
- Barbra Streisand : elle-même , voix uniquement (saison 7, épisode 10)

 Source et légende : version française (VF) sur RS Doublage

## Production

### Développement
Le 15 mai 2009, le réseau ABC annonce officiellement après le visionnage du pilote, la commande du projet de série.
Le 8 octobre 2009, ABC commande une saison complète de 22 épisodes, avant de commander deux épisodes supplémentaires, portant finalement la saison à 24 épisodes.
Le 12 janvier 2010, la série est officiellement renouvelée pour une seconde saison lors du traditionnel TCA Press Winter,. Le 10 janvier 2011, la série obtient une troisième saison par ABC lors du TCA Press Winter,.
Lors des Upfronts 2012, le réseau ABC annonce le renouvellement de la série pour une quatrième saison. Le 10 mai 2013, la série est renouvelée pour une cinquième saison par ABC.
Le 8 mai 2014, elle est  renouvelée pour une sixième saison par ABC. Le 7 mai 2015, ABC renouvelle la série pour une septième saison de 22 épisodes. À la mi-novembre 2015, la chaîne commande deux épisodes supplémentaires, portant finalement la saison à 24 épisodes.
Le 3 mars 2016, ABC annonce le renouvellement de la série pour une huitième saison. Le 10 mai 2017, ABC renouvelle la série pour deux saisons supplémentaires soit une neuvième et dixième saison.
Le 5 février 2019, ABC renouvelle la série pour une onzième et dernière saison.

### Fiche technique
- Titre original et français : Modern Family
- Titre québécois : Famille moderne
- Création : Christopher Lloyd II et Steven Levitan
- Réalisation : Michael Spiller, Jason Winer (en) et Chris Koch
- Scénario : Steven Levitan, Christopher Lloyd II et Elaine Ko
- Direction artistique : Claire Bennett et Robert Vukasovich
- Décors : Richard Berg
- Costumes : Alix Friedberg et Marissa Borsetto
- Photographie : James R. Bagdonas
- Montage : Ryan Case et Jonathan Schwartz
- Musique : Gabriel Mann
- Casting : Jeff Greenberg
- Production : Christopher Lloyd II et Steven Levitan
- Sociétés de production : Levitan / Lloyd, 20th Century Fox Television, Lloyd-Levitan Productions et Picador Productions
- Sociétés de distribution (télévision) : ABC) (États-Unis), Citytv (Canada), Prime Series (Belgique)
- Budget :
- Pays d'origine :  États-Unis
- Langue originale : Anglais
- Format : Couleur
- Genre : Sitcom
- Durée : 22 minutes

## Épisodes
La série s'est terminée en 2020 et compte onze saisons.
| Saison | Saison | Épisodes | Diffusion original | Diffusion original |
| Saison | Saison | Épisodes | Début de saison    | Fin de saison      |
| ------ | ------ | -------- | ------------------ | ------------------ |
|        | 1      | 24       | 23 septembre 2009  | 19 mai 2010        |
|        | 2      | 24       | 22 septembre 2010  | 25 mai 2011        |
|        | 3      | 24       | 21 septembre 2011  | 23 mai 2012        |
|        | 4      | 24       | 26 septembre 2012  | 22 mai 2013        |
|        | 5      | 24       | 25 septembre 2013  | 21 mai 2014        |
|        | 6      | 24       | 24 septembre 2014  | 20 mai 2015        |
|        | 7      | 22       | 23 septembre 2015  | 18 mai 2016        |
|        | 8      | 22       | 21 septembre 2016  | 17 mai 2017        |
|        | 9      | 22       | 27 septembre 2017  | 16 mai 2018        |
|        | 10     | 22       | 26 septembre 2018  | 8 mai 2019         |
|        | 11     | 18       | 25 septembre 2019  | 8 avril 2020       |

La saison 11 ne possède que 18 épisodes, mais il en existe un 19e qui retrace l'histoire de la série sous forme de documentaire.

## Univers de la série

### Personnages
Les personnages sur fond vert ont un rôle régulier dans la série. Les lignes en pointillés présentent un divorce ou une relation parentale issue d'une adoption ou d'un remariage.
| Javier Delgado | Javier Delgado | Javier Delgado | Javier Delgado | Javier Delgado | Javier Delgado |               |               | Gloria Pritchett | Gloria Pritchett | Gloria Pritchett | Gloria Pritchett | Gloria Pritchett | Gloria Pritchett |  |  |               |               |               |               |                |                |                |                |                       |                       | Jay Pritchett         | Jay Pritchett         | Jay Pritchett         | Jay Pritchett         | Jay Pritchett      | Jay Pritchett      |                    |                    | DeDe Pritchett | DeDe Pritchett | DeDe Pritchett | DeDe Pritchett | DeDe Pritchett | DeDe Pritchett |               |               |  |  |             |             | Sarah Dunphy | Sarah Dunphy | Sarah Dunphy | Sarah Dunphy | Sarah Dunphy | Sarah Dunphy |             |             | Frank Dunphy | Frank Dunphy | Frank Dunphy | Frank Dunphy | Frank Dunphy | Frank Dunphy |  |  |
| Javier Delgado | Javier Delgado | Javier Delgado | Javier Delgado | Javier Delgado | Javier Delgado |               |               | Gloria Pritchett | Gloria Pritchett | Gloria Pritchett | Gloria Pritchett | Gloria Pritchett | Gloria Pritchett |  |  |               |               |               |               |                |                |                |                |                       |                       | Jay Pritchett         | Jay Pritchett         | Jay Pritchett         | Jay Pritchett         | Jay Pritchett      | Jay Pritchett      |                    |                    | DeDe Pritchett | DeDe Pritchett | DeDe Pritchett | DeDe Pritchett | DeDe Pritchett | DeDe Pritchett |               |               |  |  |             |             | Sarah Dunphy | Sarah Dunphy | Sarah Dunphy | Sarah Dunphy | Sarah Dunphy | Sarah Dunphy |             |             | Frank Dunphy | Frank Dunphy | Frank Dunphy | Frank Dunphy | Frank Dunphy | Frank Dunphy |  |  |
|                |                |                |                |                |                |               |               |                  |                  |                  |                  |                  |                  |  |  |               |               |               |               |                |                |                |                |                       |                       |                       |                       |                       |                       |                    |                    |                    |                    |                |                |                |                |                |                |               |               |  |  |             |             |              |              |              |              |              |              |             |             |              |              |              |              |              |              |  |  |
|                |                |                |                |                |                |               |               |                  |                  |                  |                  |                  |                  |  |  |               |               |               |               |                |                |                |                |                       |                       |                       |                       |                       |                       |                    |                    |                    |                    |                |                |                |                |                |                |               |               |  |  |             |             |              |              |              |              |              |              |             |             |              |              |              |              |              |              |  |  |
|                |                |                |                | Manny Delgado  | Manny Delgado  | Manny Delgado | Manny Delgado | Manny Delgado    | Manny Delgado    |                  |                  |                  |                  |  |  |               |               |               |               | Cameron Tucker | Cameron Tucker | Cameron Tucker | Cameron Tucker | Cameron Tucker        | Cameron Tucker        |                       |                       | Mitchell Pritchett    | Mitchell Pritchett    | Mitchell Pritchett | Mitchell Pritchett | Mitchell Pritchett | Mitchell Pritchett |                |                | Claire Dunphy  | Claire Dunphy  | Claire Dunphy  | Claire Dunphy  | Claire Dunphy | Claire Dunphy |  |  |             |             |              |              |              |              |              |              | Phil Dunphy | Phil Dunphy | Phil Dunphy  | Phil Dunphy  | Phil Dunphy  | Phil Dunphy  |              |              |  |  |
|                |                |                |                | Manny Delgado  | Manny Delgado  | Manny Delgado | Manny Delgado | Manny Delgado    | Manny Delgado    |                  |                  |                  |                  |  |  |               |               |               |               | Cameron Tucker | Cameron Tucker | Cameron Tucker | Cameron Tucker | Cameron Tucker        | Cameron Tucker        |                       |                       | Mitchell Pritchett    | Mitchell Pritchett    | Mitchell Pritchett | Mitchell Pritchett | Mitchell Pritchett | Mitchell Pritchett |                |                | Claire Dunphy  | Claire Dunphy  | Claire Dunphy  | Claire Dunphy  | Claire Dunphy | Claire Dunphy |  |  |             |             |              |              |              |              |              |              | Phil Dunphy | Phil Dunphy | Phil Dunphy  | Phil Dunphy  | Phil Dunphy  | Phil Dunphy  |              |              |  |  |
|                |                |                |                |                |                |               |               |                  |                  |                  |                  |                  |                  |  |  |               |               |               |               |                |                |                |                |                       |                       |                       |                       |                       |                       |                    |                    |                    |                    |                |                |                |                |                |                |               |               |  |  |             |             |              |              |              |              |              |              |             |             |              |              |              |              |              |              |  |  |
|                |                |                |                |                |                |               |               |                  |                  |                  |                  |                  |                  |  |  |               |               |               |               |                |                |                |                |                       |                       |                       |                       |                       |                       |                    |                    |                    |                    |                |                |                |                |                |                |               |               |  |  |             |             |              |              |              |              |              |              |             |             |              |              |              |              |              |              |  |  |
|                |                |                |                |                |                |               |               |                  |                  |                  |                  |                  |                  |  |  | Joe Pritchett | Joe Pritchett | Joe Pritchett | Joe Pritchett | Joe Pritchett  | Joe Pritchett  |                |                | Lily Tucker-Pritchett | Lily Tucker-Pritchett | Lily Tucker-Pritchett | Lily Tucker-Pritchett | Lily Tucker-Pritchett | Lily Tucker-Pritchett |                    |                    |                    |                    |                |                | Haley Dunphy   | Haley Dunphy   | Haley Dunphy   | Haley Dunphy   | Haley Dunphy  | Haley Dunphy  |  |  | Alex Dunphy | Alex Dunphy | Alex Dunphy  | Alex Dunphy  | Alex Dunphy  | Alex Dunphy  |              |              | Luke Dunphy | Luke Dunphy | Luke Dunphy  | Luke Dunphy  | Luke Dunphy  | Luke Dunphy  |              |              |  |  |

#### Famille Delgado-Pritchett
- Jay Pritchett : le patriarche de la famille et père de Claire, Mitchell et Fulgencio Joseph. Il a épousé Gloria en secondes noces. Il a monté sa propre entreprise d'ameublement d'intérieur qui l'a rendu très riche ; il cèdera son commerce pour se lancer dans les paniers pour chiens haut de gamme après avoir accueilli une chienne, Stella. Pas très responsable et ayant conscience qu'il a partiellement raté l'éducation de ses enfants à cause de son travail, il essaie de se rattraper aujourd'hui avec Manny et Joe. Il est du genre conservateur et a eu de la difficulté à accepter l'homosexualité de Mitchell. À première vue, il semble direct et froid mais a un très grand cœur.
- Gloria Delgado-Pritchett : la jeune femme de Jay depuis six mois au début de la série, mère de Manny et de Joe Pritchett. D'origine colombienne, elle est toujours enjouée et essaie de toujours rester positive. À l'accent espagnol encore très prononcé, elle a du mal à se familiariser avec les expressions locales. Très mère poule, elle aime énormément son fils. Elle a une voix atroce quand elle chante, mais ses colères sont tellement terrifiantes que ni son fils ni son mari n'osent la contredire. Elle n'a aucun problème avec la mort et n'a d'ailleurs pas hésité à tuer un rat avec une pelle très sauvagement. Elle a encore ses coutumes colombiennes assez prononcées.
- Manuel Delgado dit Manny : le fils de Gloria, issu de son premier mariage. Pourtant très mûr pour son âge, il a du mal à se faire une place au sein de sa nouvelle famille. Il idolâtre son père alors que ce dernier se soucie peu de lui, annulant toujours les fois où ils doivent se voir. Au début de la série, il a un faible pour Haley, la fille de Claire. Fleur bleue, Manny est également un personnage avec une passion pour les arts : théâtre, cinéma, improvisation, littérature...
- Fulgencio Joseph Pritchett dit Joe : le fils de Gloria et Jay. En grandissant, il ressemble de plus en plus à son père, ce qui lui vaut d'être qualifié à plusieurs reprises de "mini-Jay".

#### Famille Dunphy
- Claire Dunphy : la fille de Jay, mère poule. C'est elle qui incarne l'autorité parentale à la maison. Elle essaye de cacher à ses enfants, notamment à Haley (de manière que cette dernière se soumette à son autorité), que plus jeune, elle était une petite délinquante. Enfant, elle martyrisait son frère Mitchell mais ils sont devenus très proches une fois adultes. Après avoir été mère au foyer, elle accepte de reprendre le travail aux côtés de son père.
- Philip « Phil » Dunphy : le mari de Claire, plutôt immature, qui se prend pour le père « cool et branché » à l'image de son père, et essaie de faire ami-ami avec ses enfants en leur parlant maladroitement avec ce qu'il croit être le langage des jeunes. Il est doté d'un humour particulier, et son fils Luke est son plus grand fan. Il croit bien s'y prendre en faisant des blagues, mais ce n'est pas le cas. Agent immobilier, Phil est également magicien et passionné de robots.
- Haley Dunphy : leur fille aînée rebelle, qui commence à sortir avec des garçons, ce qui inquiète grandement ses parents, et plus particulièrement sa mère qui a peur que Haley ne reproduise ses erreurs de jeunesse.
- Alexandria Dunphy dite Alex : leur deuxième fille, une petite « intello » qui essaie tant bien que mal de s'affranchir de sa sœur et se chamaille souvent avec elle. Première de son collège, elle se bat contre son rival Sanjay pour avoir les meilleures notes, mais elle se retrouve souvent à devoir rattraper les erreurs de ses parents.
- Lucas Philip Dunphy dit Luke : leur fils, très bruyant. Il a quelques défauts venant de son père, et il vit mal la venue de Manny dans la famille, qui se retrouve être son oncle alors qu'ils ont le même âge.

#### Famille Pritchett-Tucker
- Mitchell Pritchett : le fils gay de Jay, un peu snob, assez sérieux et voulant être discret avec les autres à propos de sa sexualité. Il est avocat et le père adoptif de Lily.
- Cameron Tucker dit Cam : le mari de Mitchell, très gourmand et à l'homosexualité très extériorisée et aux clichés assumés. Il aime énormément tout ce qui touche à l'art : ancien professeur de musique, il a arrêté d'enseigner pour élever sa fille et aime énormément la déguiser notamment pour la prendre en photo. Il se vexe très facilement et n'aime pas qu'on lui dise qu'il est la « maman du couple ». Il essaie également de tourner la page de sa carrière en tant que clown auguste sous le nom de Fizbo. Il assume ses origines paysannes (il vient du Missouri), mais sa vie en Californie lui a permis d'assumer pleinement ses goûts délicats.
- Lily Tucker-Pritchett : la fille d'origine vietnamienne du couple, qui l'a récemment adoptée. Dès son plus jeune âge, elle fait preuve d'un grand sens de l'humour souvent sarcastique. Elle n'hésite pas à se moquer de l'homosexualité de ses pères, en les traitant de princesses, par exemple.

## Accueil

### Critiques

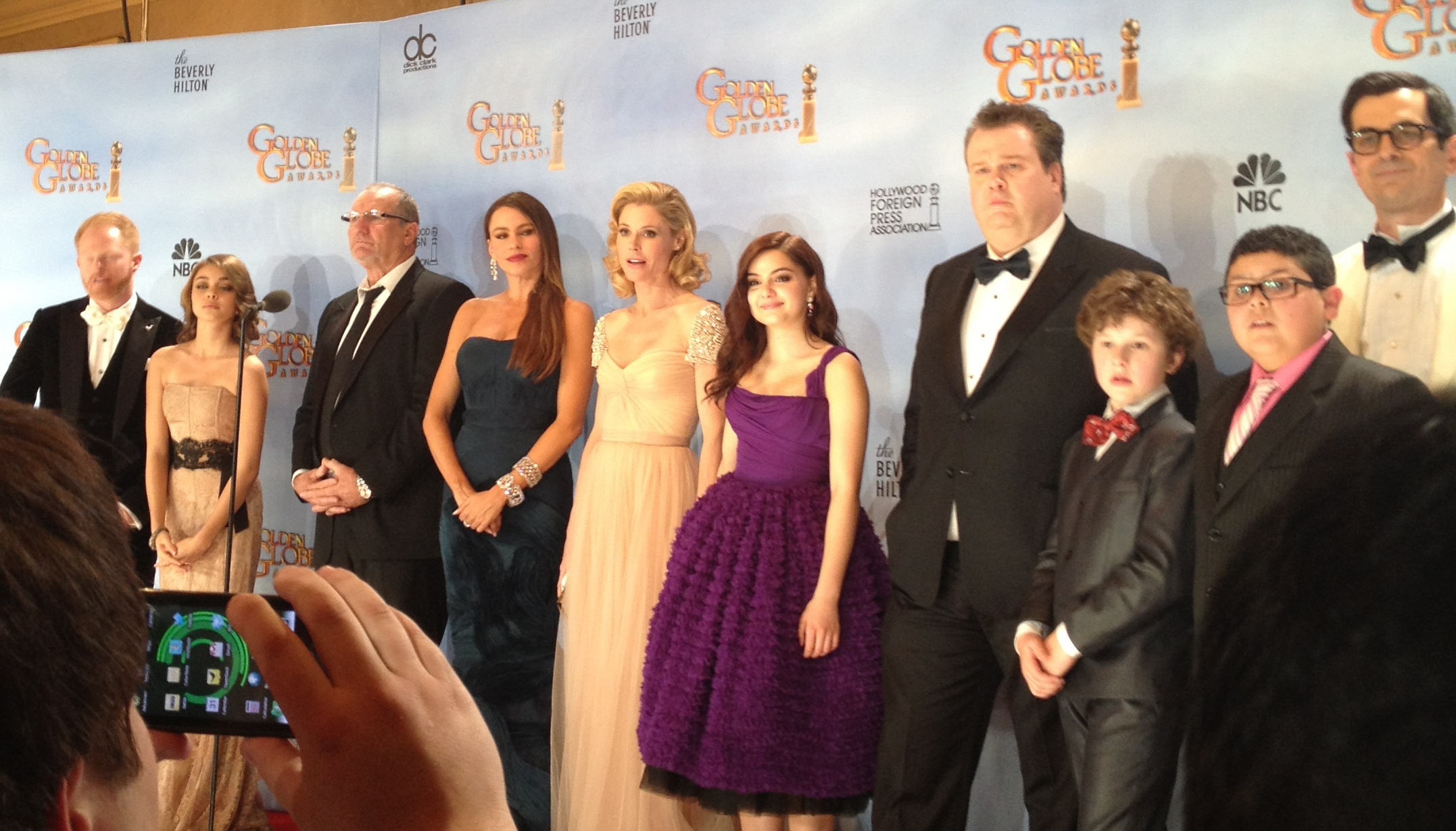
L'intégralité de la distribution principale, aux Golden Globes 2012.

Arrivée à la rentrée 2009, Modern Family a reçu des critiques dithyrambiques de la part de la presse spécialisée. Elle a été décrite par de nombreux médias (Entertainment Weekly, Ausiello, Time) comme « la meilleure nouvelle comédie de l'année »,,.
| Saison | Metacritic (%) | Rotten Tomatoes (%) |
| ------ | -------------- | ------------------- |
| 1      | 86             | 100                 |
| 2      | NC             | 88                  |
| 3      | NC             | 92                  |
| 4      | NC             | 67                  |
| 5      | NC             | 90                  |
| 6      | NC             | 100                 |
| 7      | NC             | 67                  |
| 8      | NC             | NC                  |
| 9      | NC             | NC                  |
| 10     | NC             | NC                  |
| 11     | NC             | 80                  |

## Audiences

### Aux États-Unis
| Saison | Nombre d'épisodes | Jour et heure de diffusion | Diffusion originale sur ABC | Diffusion originale sur ABC | Année     | Audience moyenne (en millions) | Audience moyenne (en millions) | Audience moyenne (en millions) |
| Saison | Nombre d'épisodes | Jour et heure de diffusion | Début de saison             | Fin de saison               | Année     | Première                       | Finale                         | Moyenne                        |
| ------ | ----------------- | -------------------------- | --------------------------- | --------------------------- | --------- | ------------------------------ | ------------------------------ | ------------------------------ |
| 1      | 24                | Mercredi 21 h              | 23 septembre 2009           | 19 mai 2010                 | 2009-2010 | 12.60                          | 10.14                          | 9.39                           |
| 2      | 24                | Mercredi 21 h              | 22 septembre 2010           | 25 mai 2011                 | 2010-2011 | 12.67                          | 10.31                          | 11.89                          |
| 3      | 24                | Mercredi 21 h              | 21 septembre 2011           | 23 mai 2012                 | 2011-2012 | 14.53                          | 10.07                          | 12.93                          |
| 4      | 24                | Mercredi 21 h              | 26 septembre 2012           | 22 mai 2013                 | 2012-2013 | 14.44                          | 10.01                          | 11.10                          |
| 5      | 24                | Mercredi 21 h              | 25 septembre 2013           | 21 mai 2014                 | 2013-2014 | 11.68                          | 10.45                          | 9.90                           |
| 6      | 24                | Mercredi 21 h              | 24 septembre 2014           | 20 mai 2015                 | 2014-2015 | 11.38                          | 7.20                           | 9.40                           |
| 7      | 22                | Mercredi 21 h              | 23 septembre 2015           | 18 mai 2016                 | 2015-2016 | 9.46                           | 6.79                           | 7.90                           |
| 8      | 22                | Mercredi 21 h              | 21 septembre 2016           | 17 mai 2017                 | 2016-2017 | 8.24                           | 6.20                           | 6.90                           |
| 9      | 22                | Mercredi 21 h              | 27 septembre 2017           | 16 mai 2018                 | 2017-2018 | 7.01                           | 5.02                           | 5.7                            |
| 10     | 22                | Mercredi 21 h              | 26 septembre 2018           | 8 mai 2019                  | 2018-2019 | 5.40                           | 4.41                           | 4.8                            |
| 11     | 18                | Mercredi 21 h              | 25 septembre 2019           | 8 avril 2020                | 2019-2020 | 4.09                           | 7.37                           | 4.5                            |

Le pilote a attiré 12,61 millions de téléspectateurs. Par la suite, l'audience de la série s'est stabilisée, et elle attire aujourd'hui environ 9 millions de téléspectateurs chaque mercredi soir, pour un excellent taux sur les 18-49 ans, d'environ 3,5 %. La série a rapidement été prolongée pour une première saison complète de 24 épisodes,. Les deux premiers épisodes de la saison 3 ont été suivis par 14,3 millions de téléspectateurs aux États-Unis. Le record d'audience de la série est détenu par le premier épisode de la saison 3 qui a réuni 14,53 millions de téléspectateurs et un taux record de 6,1 % sur les 18-49 ans qui est la cible fétiche des annonceurs.

## Diffusion en France
| Saisons          | Épisodes        | France | France         | France                     |
| Saisons          | Épisodes        | Dates de première diffusion                                                                                                  | Chaîne         | Rediffusion                |
| ---------------- | --------------- | --- | -------------- | -------------------------- |
| 1 (2009 - 2010)  | Épisodes 1 à 24 | du 20 septembre 2010 au 11 octobre 2010                                                                                      | Paris Première | M6 / W9 / 6ter             |
| 2 (2010 - 2011)  | Épisodes 1 à 24 | du 21 août 2011 au 18 septembre 2011                                                                                         | Paris Première | M6 / 6ter                  |
| 3 (2011 - 2012)  | Épisodes 1 à 24 | du 24 juillet 2012 au 8 août 2012                                                                                            | M6             | 6ter / Paris Première      |
| 4 (2012 - 2013)  | Épisodes 1 à 24 | du 8 mars 2014 au 5 avril 2014                                                                                               | W9             | M6 / 6ter / Paris Première |
| 5 (2013 - 2014)  | Épisodes 1 à 24 | du 12 février 2015 au 2 mars 2015                                                                                            | M6             | 6ter / Paris Première      |
| 6 (2014 - 2015)  | Épisodes 1 à 24 | entre le 20 avril 2015 et le 24 avril 2015 (épisodes 1 à 12) / entre le 18 septembre 2015 et le [Quand ?] (épisodes 13 à 24) | 6ter / M6      |                            |
| 7 (2015 - 2016)  | Épisodes 1 à 22 | du 28 novembre 2016 au 9 décembre 2016                                                                                       | 6ter           |                            |
| 8 (2016 - 2017)  | Épisodes 1 à 22 | du 9 mars 2019 au 20 avril 2019                                                                                              | M6             |                            |
| 9 (2017 - 2018)  | Épisodes 1 à 22 | du 20 avril 2019 au 8 juin 2019                                                                                              | M6             |                            |
| 10 (2018 - 2019) | Épisodes 1 à 22 | du 16 août 2021 au 23 août 2021                                                                                              | M6             |                            |
| 11 (2019 - 2020) | Épisodes 1 à 18 | du 23 août 2021 au 27 août 2021                                                                                              | M6             |                            |

## Produits dérivés

### Sorties DVD
| Intitulé du coffret      | Nombre d'épisodes | Dates de sortie     | Dates de sortie  | Nombre de disques | Société de distribution |
| Intitulé du coffret      | Nombre d'épisodes | États-Unis (Zone 1) | France (Zone 2)  | Nombre de disques | Société de distribution |
| ------------------------ | ----------------- | ------------------- | ---------------- | ----------------- | ----------------------- |
| Modern Family - Saison 1 | 24                | 21 septembre 2010   | 5 septembre 2012 | 4                 | 20th Century Fox        |
| Modern Family - Saison 2 | 24                | 20 septembre 2011   | 10 octobre 2012  | 4                 | 20th Century Fox        |
| Modern Family - Saison 3 | 24                | 18 septembre 2012   | 13 février 2013  | 3                 | 20th Century Fox        |
| Modern Family - Saison 4 | 24                | 24 septembre 2013   | 1er octobre 2014 | 3                 | 20th Century Fox        |

## Distinctions
| Année | Prix                                                | Catégorie                                                              | Nomination           | Résultat   |
| ----- | --------------------------------------------------- | ---------------------------------------------------------------------- | -------------------- | ---------- |
| 2010  | 62e cérémonie des Primetime Emmy Awards             | Meilleure série télévisée comique                                      | Modern Family        | Lauréat    |
| 2010  | 62e cérémonie des Primetime Emmy Awards             | Meilleur acteur dans un second rôle dans une série télévisée comique   | Eric Stonestreet     | Lauréat    |
| 2010  | 62e cérémonie des Primetime Emmy Awards             | Meilleur scénario pour une série télévisée comique                     | L'épisode pilote     | Lauréat    |
| 2011  | 63e cérémonie des Primetime Emmy Awards             | Meilleure série télévisée comique                                      | Modern Family        | Lauréat    |
| 2011  | 63e cérémonie des Primetime Emmy Awards             | Meilleur acteur dans un second rôle dans une série télévisée comique   | Ty Burrell           | Lauréat    |
| 2011  | 63e cérémonie des Primetime Emmy Awards             | Meilleure actrice dans un second rôle dans une série télévisée comique | Julie Bowen          | Lauréat    |
| 2011  | 63e cérémonie des Primetime Emmy Awards             | Meilleur scénario pour une série télévisée comique                     | Saison 2, épisode 13 | Lauréat    |
| 2011  | 63e cérémonie des Primetime Emmy Awards             | Meilleur réalisateur pour une série télévisée comique                  | Michael Spiller      | Lauréat    |
| 2012  | 64e cérémonie des Primetime Emmy Awards             | Meilleur acteur dans un second rôle dans une série télévisée comique   | Eric Stonestreet     | Lauréat    |
| 2012  | 64e cérémonie des Primetime Emmy Awards             | Meilleure actrice dans un second rôle dans une série télévisée comique | Julie Bowen          | Lauréat    |
| 2012  | 64e cérémonie des Primetime Emmy Awards             | Meilleur réalisateur pour une série télévisée comique                  | Steven Levitan       | Lauréat    |
| 2012  | 64e cérémonie des Primetime Emmy Awards             | Meilleure série télévisée comique                                      | Modern Family        | Lauréat    |
| 2012  | 69e cérémonie des Golden Globes                     | Meilleure série télévisée musicale ou comique                          | Modern Family        | Lauréat    |
| 2013  | Festival de télévision de Monte-Carlo 2013          | Nymphe d'Or de la meilleure série télévisée internationale comique     | Modern Family        | Lauréat    |
| 2013  | 24e cérémonie des Producers Guild of America Awards | Meilleur producteur pour une série télévisée comique                   | Producteurs          | Lauréat    |
| 2015  | 28e cérémonie des Kid's Choice Awards               | Meilleure série télévisée                                              | Modern Family        | Lauréat    |
| 2017  | 43e cérémonie des People's Choice Awards            | Série comique préférée                                                 | Modern Family        | Nomination |
| 2017  | 69e cérémonie des Primetime Emmy Awards             | Meilleure série comique                                                | Modern Family        | Nomination |
| 2017  | 69e cérémonie des Primetime Emmy Awards             | Meilleur acteur dans un second rôle                                    | Ty Burrell           | Nomination |

## Commentaires
À la suite d'une impasse dans la négociation des salaires pour les six acteurs adultes principaux déclenchée le 24 juillet 2012, les acteurs passent d'un salaire de 65 000 $ (sauf Ed O'Neill qui touchait déjà 100 000 $) par épisode à 170 000 $-180 000 $ qui a été négocié le 27 juillet. De nouvelles négociations ont eu lieu lors du renouvellement de la série pour les saisons 9 et 10. Jusque-là, les 5 acteurs principaux (Julie Bowen, Ty Burrell, Jesse Tyler Ferguson, Eric Stonestreet et Sofia Vergara) étaient payés environ 350 000 $ par épisode (légèrement plus pour Ed O'Neil) et en moyenne, 100 000 $ pour les plus jeunes de la série. Mais les nouveaux contrats étant signés, ces salaires ont considérablement augmenté, allant jusqu'à 500 000 $ par épisode (et sûrement davantage lors de la saison 10 sortie durant l'automne 2018).